# Armorial des localités de Bács-Kiskun
Pour un article plus général, voir Armorial des localités de Hongrie.
 (octobre 2024).
Si vous disposez d'ouvrages ou d'articles de référence ou si vous connaissez des sites web de qualité traitant du thème abordé ici, merci de compléter l'article en donnant les références utiles à sa vérifiabilité et en les liant à la section « Notes et références ».
Armorial des localités de Bács-Kiskun donne les armoiries (figures et blasonnements) des localités du comitat de Bács-Kiskun en Hongrie.
- Haut – A
- B
- C
- D
- E
- F
- G
- H
- I
- J
- K
- L
- M
- N
- O
- P
- Q
- R
- S
- T
- U
- V
- W
- X
- Y
- Z

## A-Á
| Blason de Akasztó | Blason  |                                                  |
| Blason de Akasztó | Détails | Le statut officiel du blason reste à déterminer. |

| Blason de Ágasegyháza | Blason  |                                                  |
| Blason de Ágasegyháza | Détails | Le statut officiel du blason reste à déterminer. |

| Blason de Apostag | Blason  |                                                  |
| Blason de Apostag | Détails | Le statut officiel du blason reste à déterminer. |

## B
| Blason de Bácsalmás | Blason  |                                                  |
| Blason de Bácsalmás | Détails | Le statut officiel du blason reste à déterminer. |

| Blason de Bácsbokod | Blason  |                                                  |
| Blason de Bácsbokod | Détails | Le statut officiel du blason reste à déterminer. |

| Blason de Bácsborsód | Blason  |                                                  |
| Blason de Bácsborsód | Détails | Le statut officiel du blason reste à déterminer. |

| Blason de Bácsszentgyörgy | Blason  |                                                  |
| Blason de Bácsszentgyörgy | Détails | Le statut officiel du blason reste à déterminer. |

| Blason de Baja | Blason  |                                                  |
| Blason de Baja | Détails | Le statut officiel du blason reste à déterminer. |

| Blason de Ballószög | Blason  |                                                  |
| Blason de Ballószög | Détails | Le statut officiel du blason reste à déterminer. |

| Blason de Balotaszállás | Blason  |                                                  |
| Blason de Balotaszállás | Détails | Le statut officiel du blason reste à déterminer. |

| Blason de Barbacs | Blason  |                                                  |
| Blason de Barbacs | Détails | Le statut officiel du blason reste à déterminer. |

| Blason de Bátmonostor | Blason  |                                                  |
| Blason de Bátmonostor | Détails | Le statut officiel du blason reste à déterminer. |

| Blason de Bátya | Blason  |                                                  |
| Blason de Bátya | Détails | Le statut officiel du blason reste à déterminer. |

| Blason de Bócsa | Blason  |                                                  |
| Blason de Bócsa | Détails | Le statut officiel du blason reste à déterminer. |

| Blason de Borota | Blason  |                                                  |
| Blason de Borota | Détails | Le statut officiel du blason reste à déterminer. |

| Blason de Bugac | Blason  |                                                  |
| Blason de Bugac | Détails | Le statut officiel du blason reste à déterminer. |

## Cs
| Blason de Császártöltés | Blason  |                                                  |
| Blason de Császártöltés | Détails | Le statut officiel du blason reste à déterminer. |

| Blason de Csátalja | Blason  |                                                  |
| Blason de Csátalja | Détails | Le statut officiel du blason reste à déterminer. |

| Blason de Csengőd | Blason  |                                                  |
| Blason de Csengőd | Détails | Le statut officiel du blason reste à déterminer. |

| Blason de Csikéria | Blason  |                                                  |
| Blason de Csikéria | Détails | Le statut officiel du blason reste à déterminer. |

| Blason de Csólyospálos | Blason  |                                                  |
| Blason de Csólyospálos | Détails | Le statut officiel du blason reste à déterminer. |

## D
| Blason de Dávod | Blason  |                                                  |
| Blason de Dávod | Détails | Le statut officiel du blason reste à déterminer. |

| Blason à dessiner | Blason  |                                                  |
| Blason à dessiner | Détails | Le statut officiel du blason reste à déterminer. |

| Blason de Dunapataj | Blason  |                                                  |
| Blason de Dunapataj | Détails | Le statut officiel du blason reste à déterminer. |

| Blason à dessiner | Blason  |                                                  |
| Blason à dessiner | Détails | Le statut officiel du blason reste à déterminer. |

| Blason de Dunavecse | Blason  |                                                  |
| Blason de Dunavecse | Détails | Le statut officiel du blason reste à déterminer. |

| Blason de Dusnok | Blason  |                                                  |
| Blason de Dusnok | Détails | Le statut officiel du blason reste à déterminer. |

## F
| Blason à dessiner | Blason  |                                                  |
| Blason à dessiner | Détails | Le statut officiel du blason reste à déterminer. |

| Blason de Foktő | Blason  |                                                  |
| Blason de Foktő | Détails | Le statut officiel du blason reste à déterminer. |

| Blason de Fülöpháza | Blason  |                                                  |
| Blason de Fülöpháza | Détails | Le statut officiel du blason reste à déterminer. |

| Blason de Fülöpjakab | Blason  |                                                  |
| Blason de Fülöpjakab | Détails | Le statut officiel du blason reste à déterminer. |

| Blason à dessiner | Blason  |                                                  |
| Blason à dessiner | Détails | Le statut officiel du blason reste à déterminer. |

## G
| Blason à dessiner | Blason  |                                                  |
| Blason à dessiner | Détails | Le statut officiel du blason reste à déterminer. |

| Blason à dessiner | Blason  |                                                  |
| Blason à dessiner | Détails | Le statut officiel du blason reste à déterminer. |

| Blason à dessiner | Blason  |                                                  |
| Blason à dessiner | Détails | Le statut officiel du blason reste à déterminer. |

## H
| Blason de Hajós | Blason  |                                                  |
| Blason de Hajós | Détails | Le statut officiel du blason reste à déterminer. |

| Blason à dessiner | Blason  |                                                  |
| Blason à dessiner | Détails | Le statut officiel du blason reste à déterminer. |

| Blason à dessiner | Blason  |                                                  |
| Blason à dessiner | Détails | Le statut officiel du blason reste à déterminer. |

| Blason à dessiner | Blason  |                                                  |
| Blason à dessiner | Détails | Le statut officiel du blason reste à déterminer. |

| Blason à dessiner | Blason  |                                                  |
| Blason à dessiner | Détails | Le statut officiel du blason reste à déterminer. |

| Blason à dessiner | Blason  |                                                  |
| Blason à dessiner | Détails | Le statut officiel du blason reste à déterminer. |

## I
| Blason à dessiner | Blason  |                                                  |
| Blason à dessiner | Détails | Le statut officiel du blason reste à déterminer. |

| Blason de Izsák | Blason  | De gueules à une ancre d'or                      |
| Blason de Izsák | Détails | Le statut officiel du blason reste à déterminer. |

## J
| Blason à dessiner | Blason  |                                                  |
| Blason à dessiner | Détails | Le statut officiel du blason reste à déterminer. |

| Blason de Jánoshalma | Blason  |                                                  |
| Blason de Jánoshalma | Détails | Le statut officiel du blason reste à déterminer. |

| Blason à dessiner | Blason  |                                                  |
| Blason à dessiner | Détails | Le statut officiel du blason reste à déterminer. |

## K
| Blason de Kalocsa | Blason  |                                                  |
| Blason de Kalocsa | Détails | Le statut officiel du blason reste à déterminer. |

| Blason à dessiner | Blason  |                                                  |
| Blason à dessiner | Détails | Le statut officiel du blason reste à déterminer. |

| Blason à dessiner | Blason  |                                                  |
| Blason à dessiner | Détails | Le statut officiel du blason reste à déterminer. |

| Blason de Kecel | Blason  |                                                  |
| Blason de Kecel | Détails | Le statut officiel du blason reste à déterminer. |

| Blason de Kecskemét | Blason  |                                                  |
| Blason de Kecskemét | Détails | Le statut officiel du blason reste à déterminer. |

| Blason de Kelebia | Blason  |                                                  |
| Blason de Kelebia | Détails | Le statut officiel du blason reste à déterminer. |

| Blason à dessiner | Blason  |                                                  |
| Blason à dessiner | Détails | Le statut officiel du blason reste à déterminer. |

| Blason de Kerekegyháza | Blason  |                                                  |
| Blason de Kerekegyháza | Détails | Le statut officiel du blason reste à déterminer. |

| Blason à dessiner | Blason  |                                                  |
| Blason à dessiner | Détails | Le statut officiel du blason reste à déterminer. |

| Blason à dessiner | Blason  |                                                  |
| Blason à dessiner | Détails | Le statut officiel du blason reste à déterminer. |

| Blason à dessiner | Blason  |                                                  |
| Blason à dessiner | Détails | Le statut officiel du blason reste à déterminer. |

| Blason de Kiskunmajsa | Blason  |                                                  |
| Blason de Kiskunmajsa | Détails | Le statut officiel du blason reste à déterminer. |

| Blason à dessiner | Blason  |                                                  |
| Blason à dessiner | Détails | Le statut officiel du blason reste à déterminer. |

| Blason à dessiner | Blason  |                                                  |
| Blason à dessiner | Détails | Le statut officiel du blason reste à déterminer. |

| Blason à dessiner | Blason  |                                                  |
| Blason à dessiner | Détails | Le statut officiel du blason reste à déterminer. |

| Blason à dessiner | Blason  |                                                  |
| Blason à dessiner | Détails | Le statut officiel du blason reste à déterminer. |

| Blason à dessiner | Blason  |                                                  |
| Blason à dessiner | Détails | Le statut officiel du blason reste à déterminer. |

| Blason à dessiner | Blason  |                                                  |
| Blason à dessiner | Détails | Le statut officiel du blason reste à déterminer. |

| Blason à dessiner | Blason  |                                                  |
| Blason à dessiner | Détails | Le statut officiel du blason reste à déterminer. |

| Blason à dessiner | Blason  |                                                  |
| Blason à dessiner | Détails | Le statut officiel du blason reste à déterminer. |

| Blason de Kunszentmiklós | Blason  |                                                  |
| Blason de Kunszentmiklós | Détails | Le statut officiel du blason reste à déterminer. |

## L
| Blason à dessiner | Blason  |                                                  |
| Blason à dessiner | Détails | Le statut officiel du blason reste à déterminer. |

| Blason de Lajosmizse | Blason  |                                                  |
| Blason de Lajosmizse | Détails | Le statut officiel du blason reste à déterminer. |

| Blason à dessiner | Blason  |                                                  |
| Blason à dessiner | Détails | Le statut officiel du blason reste à déterminer. |

## M
| Blason à dessiner | Blason  |                                                  |
| Blason à dessiner | Détails | Le statut officiel du blason reste à déterminer. |

| Blason à dessiner | Blason  |                                                  |
| Blason à dessiner | Détails | Le statut officiel du blason reste à déterminer. |

| Blason à dessiner | Blason  |                                                  |
| Blason à dessiner | Détails | Le statut officiel du blason reste à déterminer. |

| Blason à dessiner | Blason  |                                                  |
| Blason à dessiner | Détails | Le statut officiel du blason reste à déterminer. |

| Blason à dessiner | Blason  |                                                  |
| Blason à dessiner | Détails | Le statut officiel du blason reste à déterminer. |

## N-Ny
| Blason à dessiner | Blason  |                                                  |
| Blason à dessiner | Détails | Le statut officiel du blason reste à déterminer. |

| Blason à dessiner | Blason  |                                                  |
| Blason à dessiner | Détails | Le statut officiel du blason reste à déterminer. |

| Blason à dessiner | Blason  |                                                  |
| Blason à dessiner | Détails | Le statut officiel du blason reste à déterminer. |

## O
| Blason à dessiner | Blason  |                                                  |
| Blason à dessiner | Détails | Le statut officiel du blason reste à déterminer. |

| Blason à dessiner | Blason  |                                                  |
| Blason à dessiner | Détails | Le statut officiel du blason reste à déterminer. |

## P
| Blason à dessiner | Blason  |                                                  |
| Blason à dessiner | Détails | Le statut officiel du blason reste à déterminer. |

| Blason à dessiner | Blason  |                                                  |
| Blason à dessiner | Détails | Le statut officiel du blason reste à déterminer. |

| Blason à dessiner | Blason  |                                                  |
| Blason à dessiner | Détails | Le statut officiel du blason reste à déterminer. |

| Blason à dessiner | Blason  |                                                  |
| Blason à dessiner | Détails | Le statut officiel du blason reste à déterminer. |

## S-Sz
| Blason à dessiner | Blason  |                                                  |
| Blason à dessiner | Détails | Le statut officiel du blason reste à déterminer. |

| Blason à dessiner | Blason  |                                                  |
| Blason à dessiner | Détails | Le statut officiel du blason reste à déterminer. |

| Blason à dessiner | Blason  |                                                  |
| Blason à dessiner | Détails | Le statut officiel du blason reste à déterminer. |

| Blason à dessiner | Blason  |                                                  |
| Blason à dessiner | Détails | Le statut officiel du blason reste à déterminer. |

| Blason à dessiner | Blason  |                                                  |
| Blason à dessiner | Détails | Le statut officiel du blason reste à déterminer. |

| Blason à dessiner | Blason  |                                                  |
| Blason à dessiner | Détails | Le statut officiel du blason reste à déterminer. |

| Blason à dessiner | Blason  |                                                  |
| Blason à dessiner | Détails | Le statut officiel du blason reste à déterminer. |

| Blason à dessiner | Blason  |                                                  |
| Blason à dessiner | Détails | Le statut officiel du blason reste à déterminer. |

| Blason à dessiner | Blason  |                                                  |
| Blason à dessiner | Détails | Le statut officiel du blason reste à déterminer. |

## T
| Blason à dessiner | Blason  |                                                  |
| Blason à dessiner | Détails | Le statut officiel du blason reste à déterminer. |

| Blason à dessiner | Blason  |                                                  |
| Blason à dessiner | Détails | Le statut officiel du blason reste à déterminer. |

| Blason à dessiner | Blason  |                                                  |
| Blason à dessiner | Détails | Le statut officiel du blason reste à déterminer. |

| Blason à dessiner | Blason  |                                                  |
| Blason à dessiner | Détails | Le statut officiel du blason reste à déterminer. |

| Blason à dessiner | Blason  |                                                  |
| Blason à dessiner | Détails | Le statut officiel du blason reste à déterminer. |

| Blason à dessiner | Blason  |                                                  |
| Blason à dessiner | Détails | Le statut officiel du blason reste à déterminer. |

| Blason à dessiner | Blason  |                                                  |
| Blason à dessiner | Détails | Le statut officiel du blason reste à déterminer. |

## U-Ú
| Blason à dessiner | Blason  |                                                  |
| Blason à dessiner | Détails | Le statut officiel du blason reste à déterminer. |

| Blason à dessiner | Blason  |                                                  |
| Blason à dessiner | Détails | Le statut officiel du blason reste à déterminer. |

| Blason à dessiner | Blason  |                                                  |
| Blason à dessiner | Détails | Le statut officiel du blason reste à déterminer. |

## V
| Blason à dessiner | Blason  |                                                  |
| Blason à dessiner | Détails | Le statut officiel du blason reste à déterminer. |

| Blason à dessiner | Blason  |                                                  |
| Blason à dessiner | Détails | Le statut officiel du blason reste à déterminer. |

## Zs
| Blason de Zsana | Blason  |                                                  |
| Blason de Zsana | Détails | Le statut officiel du blason reste à déterminer. |